# Ски алпийски дисциплини на зимните олимпийски игри 2010
Състезанията по ски алпийски дисциплини на зимните олимпийски игри през 2010 г. се провеждат в Уислър Крийксайд в град Уислър между 13 и 27 февруари 2010.
Най-много медали печели САЩ – осем, следвани от Германия и Австрия с по шест. Германски състезатели печелят най-многото златни медали – три.
Въпреки шестте медала представянето на Австрия се счита за провал, тъй като мъжете не взимат нито един медал. За първи път откакто алпийските ски са в програмата на зимните олимпийски игри австрийските мъже не печелят медал.
Боди Милър и Аксел Лунд Свиндал печелят по три медала от състезанията, като по този начин изравняват рекорда на Киетил Андре Аамодт, Тони Зайлер и Жан-Клод Кили.
Считаният за фаворит в скоростните дисциплини Дидие Кюш не печели нито един медал.

## Дисциплини

### Спускане мъже
Спускането на мъжете по план трябва да се проведе на 13 февруари, но е отложено за 15 февруари. То се провежда на пистата „Дейв Мъри“, която е с дължина 3105 метра. Надморската височина на старта е 1678 м, а на финала – 825 м. Денивелацията е 853 м.
Победител е швейцарецът Дидие Дефаго. На 0,07 сек. след него остава норвежецът Аксел Лунд Свиндал. Бронзов медалист е американецът Боди Милър, който остава на 0,09 сек. след победителят. Българският представител Стефан Георгиев не успява да завърши спускането.
Това е първият златен медал в алпийските ски от титлата в спускането на Пирмин Цурбриген от игрите в Калгари през 1988 г.
| Място | Име                | Държава   | Време   | Бележки     |
| ----- | ------------------ | --------- | ------- | ----------- |
| 01    | Дидие Дефаго       | Швейцария | 1:54.31 |             |
| 02    | Аксел Лунд Свиндал | Норвегия  | +0.07   |             |
| 03    | Боди Милър         | САЩ       | +0.09   |             |
|       | Стефан Георгиев    | България  |         | не завършва |

### Спускане жени
Спускането на жените се провежда на 17 февруари 2010. Победителка е двукратната световна шампионка и носителка на Световната купа за предишните два сезона Линдзи Вон от САЩ, следвана от сънародничката си Джулия Манкюсо и австрийката Елизабет Гьоргъл. Българската представителка Мария Киркова завършва на 33-та позиция от 42 състезателки. Това е първата двойна победа за САЩ в алпийските ски на олимпийски игри от Олимпиадата в Сараево през 1984 г. Бронзовата медалистка Гьоргъл изравнява постижението на майка си Траудъл Хехер, която печели бронзовия медал на олимпийските игри в Инсбрук през 1964 г.
Преди състезанието Линдзи Вон критикува пистата поради трудността ѝ и неравностите по нея. Спускането е с много падания, като сред най-тежките са тези на шведката Аня Першон и швейцарката Доминик Жисен. Треньорът на Першон казва, че е невероятно, че Першон може да ходи след падането. Ден по-късно тя печели бронзов медал от суперкомбинацията.
Трасето е дълго 2939 метра и е с прави виражи и остри завои, напомнящи на трасе за супер-Г. Отпадат общо седем състезателки. 
| Място | Име              | Държава  | Време   | Бележки |
| ----- | ---------------- | -------- | ------- | ------- |
| 01    | Линдзи Вон       | САЩ      | 1:44.19 |         |
| 02    | Джулия Манкюсо   | САЩ      | +0.56   |         |
| 03    | Елизабет Гьоргъл | Австрия  | +1.46   |         |
| 33    | Мария Киркова    | България | +12.61  |         |

### Суперкомбинация жени
Суперкомбинацията на жените по план трябва да се проведе на 14 февруари 2010 г., но е отложена за 18 февруари поради лоши метеорологични условия. Победителка е германката Мария Рийш, следвана от Джулия Манкюсо от САЩ и Аня Першон от Швеция. Първа след спускането е американката Линдзи Вон, която пада по време на слалома. Аня Першон печели бронзовия медал след като ден по-рано пада след 60-метров скок в спускането. Това е шестият медал от олимпийски игри на Аня Першон, с който тя се изравнява като състезателка с най-много медали от алпийските дисциплини на олимпийски игри с Яница Костелич. Манкюсо става първата американка с два медала в алпийските ски от една олимпиада след Гретхен Фрейзър.
Най-добро време в слалома дава Шарка Захробска от Чехия, но поради разликата от 3,17 сек. след спускането ѝ остава на седмо място в крайното класиране.
| Място | Име            | Държава  | Спускане    | Слалом    | Общо    | Бележки |
| ----- | -------------- | -------- | ----------- | --------- | ------- | ------- |
| 01    | Мария Рийш     | Германия | 1:24.16 (1) | 44.65 (7) | 2:09.14 |         |
| 02    | Джулия Манкюсо | САЩ      | 1:24.49 (2) | 45.12 (9) | 2:10.08 |         |
| 03    | Аня Першон     | Швеция   | 1:25.57 (7) | 44.62 (6) | 2:10.19 |         |

### Супер-гигантски слалом мъже
Супер-гигантският слалом на мъжете се провежда на 19 февруари 2010. Златният медал печели норвежецът Аксел Лунд Свиндал, пред Боди Билър и Ендрю Уайбрехт от САЩ. Шведският ветеран Патрик Йербин пада тежко и получава средно сътресение на мозъка. Освен него още 17 от 64-те състезателя на завършват състезанието. Българският представител Стефан Георгиев завършва на 41-во място. Фаворитите от Швейцария и Австрия завършват след осмото място.
Това е четвъртият златен олимпийски медал в супер-гигантския слалом при мъжете за Норвегия в седемте олимпиади, провели се след 1988 г.
| Място | Име                | Държава  | Време   | Бележки |
| ----- | ------------------ | -------- | ------- | ------- |
| 01    | Аксел Лунд Свиндал | Норвегия | 1:30.34 |         |
| 02    | Боди Милър         | САЩ      | 1:30.62 |         |
| 03    | Ендрю Уайбрехт     | САЩ      | 1:30.65 |         |
| 41    | Стефан Георгиев    | България | 1:36.32 |         |

### Супер-гигантски слалом жени
Супер-гигантският слалом на жените се провежда на 20 февруари 2010. Победителка е австрийката Андреа Фишбахер, пред словенката Тина Мазе и американката Линдзи Вон. Българската представителка Мария Киркова пада на първия скок и не завършва състезанието.
| Място | Име             | Държава  | Време   | Бележки     |
| ----- | --------------- | -------- | ------- | ----------- |
| 01    | Андреа Фишбахер | Австрия  | 1:20.14 |             |
| 02    | Тина Мазе       | Словения | 1:20.63 |             |
| 03    | Линдзи Вон      | САЩ      | 1:20.88 |             |
| –     | Мария Киркова   | България |         | не завършва |

### Суперкомбинация мъже
Суперкомбинацията на мъжете по план трябва да се проведе на 16 февруари 2010, но е отложена за 21 февруари. В нея американецът Боди Милър печели първия си златен олимпийски медал. Втори и трети остават съответно хърватинът Ивица Костелич и швейцарецът Силван Цурбриген. Милър е седми след спускането, но печели след силно представяне в слалома. Водачът след спускането Аксел Лунд Свиндал минава през врата в слалома и отпада. Българският представител Стефан Георгиев завършва на 34-то място.
| Място | Име              | Държава   | Спускане     | Слалом     | Общо    | Бележки |
| ----- | ---------------- | --------- | ------------ | ---------- | ------- | ------- |
| 01    | Боди Милър       | САЩ       | 1:53.91 (7)  | 51.01 (3)  | 2:44.92 |         |
| 02    | Ивица Костелич   | Хърватия  | 1:54.20 (9)  | 51.05 (6)  | 2:45.25 |         |
| 03    | Силван Цурбриген | Швейцария | 1:53.88 (6)  | 51.44 (10) | 2:45.32 |         |
| 34    | Стефан Георгиев  | България  | 2:02.77 (46) | 54.64 (30) | 2:57.41 |         |

### Гигантски слалом мъже
Гигантският слалом на мъжете се провежда на 21 февруари 2010. Победител е швейцарецът Карло Янка, пред норвежците Киетил Янсруд и Аксел Лунд Свиндал.
| Място | Име                | Държава   | 1. манш      | 2. манш      | Общо    | Бележки |
| ----- | ------------------ | --------- | ------------ | ------------ | ------- | ------- |
| 01    | Карло Янка         | Швейцария | 1:17.27 (1)  | 1:20.56 (3)  | 2:37.83 |         |
| 02    | Киетил Янсруд      | Норвегия  | 1:18.07 (11) | 1:20.15 (1)  | 2:38.22 |         |
| 03    | Аксел Лунд Свиндал | Норвегия  | 1:17.43 (3)  | 1:21.01 (8)  | 2:38.44 |         |
| 48    | Стефан Георгиев    | България  | 1:23.82 (53) | 1:25.09 (44) | 2:48.91 |         |

### Гигантски слалом жени
Гигантският слалом на жените се провежда на 24 февруари 2010. Златният медал печели 20-годишната германска състезателка Виктория Ребенсбург, която до този момент има най-добро постижение едно второ място за световната купа. Словенката Тина Мазе печели сребърния медал, който е втори за нея от Олимпиадата. Втори медал от Олимпиадата печели и бронзовата медалистка Елизабет Гьоргъл от Австрия. Най-бърза във втория манш е италианката Дениз Карбон, 30 от първия манш с изоставане от 3,10 секунди, което я класира на 23-то място в крайното класиране.
| Място | Име                 | Държава  | 1. манш     | 2. манш      | Време   | Бележки             |
| ----- | ------------------- | -------- | ----------- | ------------ | ------- | ------------------- |
| 01    | Виктория Ребенсбург | Германия | 1:15.47 (6) | 1:11.64 (7)  | 2:27.11 |                     |
| 02    | Тина Мазе           | Словения | 1:15.39 (5) | 1:11.76 (11) | 2:27.15 |                     |
| 03    | Елизабет Гьоргъл    | Австрия  | 1:15.12 (1) | 1:12.13 (15) | 2:27.25 |                     |
| –     | Мария Киркова       | България | –           | –            | –       | не завършва 1. манш |

### Слалом жени
Слаломът на жените се провежда на 26 февруари 2010. Побеждава германката Мария Рийш пред австрийката Марлис Шийлд и чехкинята Шарка Захробска. Българската състезателка Мария Киркова отпада в първия манш. Четвърта след първия манш е сестрата на победителката – Зузане Рийш, която отпада във втория манш. Шампионката за световната купа Линдзи Вон също отпада в първия манш. Това е втори златен медал за Рийш от Олимпиадата след този в суперкомбинацията.
| Място | Име             | Държава  | Време   | Бележки                |
| ----- | --------------- | -------- | ------- | ---------------------- |
| 01    | Мария Рийш      | Германия | 1:42.89 | Първа след първия манш |
| 02    | Марлис Шийлд    | Австрия  | +0.43   | Трета след първия манш |
| 03    | Шарка Захробска | Чехия    | +1.01   | Втора след първия манш |

### Слалом мъже
Слаломът на мъжете се провежда на 27 февруари 2010. Печели италианецът Джулиано Рацоли, пред хърватина Ивица Костелич и шведа Андре Мирер. Българските състезатели Килиан Албрехт и Стефан Георгиев завършват съответно на 20-о и 25-о място.
| Място | Име             | Държава  | Време   | Бележки |
| ----- | --------------- | -------- | ------- | ------- |
| 01    | Джулиано Рацоли | Италия   | 1:39.32 |         |
| 02    | Ивица Костелич  | Хърватия | +0.16   |         |
| 03    | Андре Мирер     | Швеция   | +0.44   |         |
| 20    | Килиан Албрехт  | България | +3.04   |         |
| 25    | Стефан Георгиев | България | +4.60   |         |